# Herrgottsapfel
Herrgottsapfel es el nombre de una variedad cultivar de manzano (Malus domestica). 
Una variedad de manzana cultivada, que pertenece al grupo de manzanas alemanas antiguas de la herencia, solía ser muy común en el Palatinado Renano, pero hoy en día está casi extinta. 
Esta variedad fue la elegida por el «„Arbeitskreis Historische Obstsorten Pfalz-Elsass-Kurpfalz“» ("Grupo de Trabajo Variedades Históricas de Frutas Palatinado-Alsacia-Kurpfalz") de la asociación de pomólogos de Alemania, como la variedad de huerto del año 2004 en la región del Palatinado Renano.

## Sinonimia
- "Kindsbacher Apfel",
- "Schragenapfel ".

## Historia
'Herrgottsapfel' (Manzana del Señor Dios) es una variedad regional de manzana alemana antigua de la herencia, que se originó como una plántula al azar, posiblemente en algún momento antes 1500 en la zona del municipio de Kindsbach en la región del Palatinado Renano (Alemania).
En el "libro de hierbas" «"Kreutterbuch"» de Hieronymus Bock (publicado en 1539), se menciona la variedad como fruto grande, rojo, dulce, rayado "Herrgottsapfel" o "Schragenapfel", puede que este sea ya la "Manzana del Señor Dios" actual.
A finales de los 90 quedaban pocos ejemplares de esta variedad así en algunos pueblos de las alturas del norte y del este de Sickinger todavía vivos e incluso presentados anualmente en exposiciones de frutas, y otros ejemplares en las inmediaciones de Kindsbach, el principal foco de distribución actual de esta variedad, donde todavía hay alrededor de dos docenas de árboles viejos.
La variedad fue, quizás debido a su baja transportabilidad, aparentemente predominante en los huertos familiares de las áreas urbanas, y junto a su nombre ('Herrgottsapfel'-"Manzana del Señor Dios") le favoreció a ser cultivada en los jardines parroquiales, pero menos en los huertos. Esta variedad fue la elegida por el «„Arbeitskreis Historische Obstsorten Pfalz-Elsass-Kurpfalz“» ("Grupo de Trabajo Variedades Históricas de Frutas Palatinado-Alsacia-Kurpfalz") de la asociación de pomólogos de Alemania, como la variedad de huerto del año 2004. A raíz de este galardón, los pomólogos en cooperación con los viveros de árboles regionales, comenzaron a propagar la variedad a partir de vástagos de los árboles viejos existente y a difundirla nuevamente.

## Características
'Herrgottsapfel' es un árbol de crecimiento medio, vigoroso, y por lo tanto, se recomienda como estándar para nuevos huertos. Como arbusto, se puede plantar en jardines más pequeños. También es adecuado para altitudes medias y altas. Tiene un tiempo de floración que comienza a partir del 10 de mayo con el 10% de floración, para el 15 de mayo tiene una floración completa (80%), y para el 24 de mayo tiene un 90% caída de pétalos.
'Herrgottsapfel' tiene una talla de fruto mediano; forma del fruto variable, en su mayoría cónica esférica aplanada de unos 55-65 mm de alto y de 60-70 mm de ancho, nervaduras débiles y con corona débil, en sección longitudinal asimétrico, irregularmente redondo en sección transversal;epidermis cuya piel es semi rugosa, mate, sin glaseado (capa de cera), con un color de fondo amarillo opaco, que muestra sobre color rojo intenso, opaco flameado, jaspeado o desteñido, puede cubrir el 50-75% de la epidermis, presentando puntos concha marrones a color oliva de ruginoso-"russeting", así como maraña irregular alrededor del cáliz y en la cavidad peduncular, ruginoso-"russeting" (pardeamiento áspero superficial que presentan algunas variedades) débil-medio; cáliz con ojo de tamaño pequeño y semicerrado, colocado en una cuenca poco profunda, con ruginoso-"russeting"; pedúnculo de longitud corto y medio grueso en una cavidad ancha moderadamente profunda que a menudo es ruginoso-"russeting"; pulpa es color blanco, suelta, tierna, sabor agridulce, es moderadamente jugosa.
Las manzanas se consideran una variedad de otoño. Su tiempo de recogida de cosecha se inicia desde septiembre, son sensibles al transporte, se puede consumir hasta diciembre. En frío la fruta permanece en óptimas condiciones durante tres meses.

## Usos
- Para consumirlo en fresco como manzana de mesa, son especialmente desmenuzables, razón por la cual a los niños pequeños se les daba de comer la pulpa de la fruta.
- Adecuadas para preparar compota de manzana, jugo o como cobertura de pasteles.[8][6]